# Ањи (народ)
Ањи је народ из скупине Акан, настањује Обалу Слоноваче, јужни део Гане, у граничном појасу са Обалом Слоноваче, где су му етничке групе Нзима, Сафун, Аханта, Ањи-Оавим и Афема, као и Чокоси (до границе с Тогоом, етничка група Чокоси).
Има их 2.309.083, од чега у Обали Слоноваче 1.625.778 и у Гани 683.305. Језике је дијалект језика акан, припада подгрупи ква групе нигер- конго нигерокордофанске породице језика. Вера је већином драдиционална месна веровања и хришћанство.